# Omro (Wisconsin)
Omro es una ciudad ubicada en el condado de Winnebago en el estado estadounidense de Wisconsin. En el censo de 2010 tenía una población de 3.517 habitantes y una densidad poblacional de 539,29 personas por km².

## Geografía
Omro se encuentra ubicada en las coordenadas 44°2′21″N 88°44′19″O / 44.03917, -88.73861. Según la Oficina del Censo de los Estados Unidos, Omro tiene una superficie total de 6.52 km², de la cual 6.09 km² corresponden a tierra firme y (6.63%) 0.43 km² es agua.

## Demografía
Según el censo de 2010, había 3.517 personas residiendo en Omro. La densidad de población era de 539,29 hab./km². De los 3.517 habitantes, Omro estaba compuesto por el 96.62% blancos, el 0.65% eran afroamericanos, el 0.45% eran amerindios, el 0.17% eran asiáticos, el 0% eran isleños del Pacífico, el 1.48% eran de otras razas y el 0.63% pertenecían a dos o más razas. Del total de la población el 3.3% eran hispanos o latinos de cualquier raza.